# Charles W. Tobey

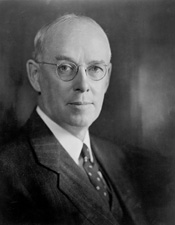
Charles W. Tobey

Charles William Tobey (* 22. Juli 1880 in Boston, Massachusetts; † 24. Juli 1953 in Bethesda, Maryland) war ein US-amerikanischer Politiker und von 1929 bis 1931 Gouverneur des Bundesstaates New Hampshire. Zwischen 1933 und 1953 vertrat er seinen Staat in beiden Kammern des Kongresses.

## Frühe Jahre und politischer Aufstieg
Charles Tobey wurde im Bostoner Vorort Roxbury geboren. Er besuchte die öffentlichen Schulen seiner Heimat und die Roxbury Latin School. Im Jahr 1903 zog er nach Temple in New Hampshire. Dort begann er als Geflügelzüchter zu arbeiten. Schon bald war er auch in anderen Bereichen wie dem Handwerk sowie dem Banken- und Versicherungsgewerbe tätig.
Tobey wurde Mitglied der Republikanischen Partei. Zwischen 1915 und 1924 war er mehrfach mit Unterbrechungen Abgeordneter im Repräsentantenhaus von New Hampshire. Von 1919 bis 1920 war er Präsident dieser Kammer. Zwischen 1925 und 1926 war er Mitglied und Präsident des Staatssenats. Im Jahr 1928 wurde er als Kandidat seiner Partei zum Gouverneur seines Staates gewählt.

## Gouverneur von New Hampshire
Tobey trat seine zweijährige Amtszeit am 3. Januar 1929 an. In seiner Amtszeit wurde mit Hilfe von Staatsanleihen der Straßenbau in New Hampshire gefördert. Die Jugendstrafanstalten des Staates wurden verbessert und zum ersten Mal in New Hampshire wurden die Straßen im Winter mit Hilfe von Schneepflügen geräumt. Vorher wurde der Schnee einfach zusammengewalzt. Die letzten Monate seiner Amtszeit waren von der Weltwirtschaftskrise überschattet. Im Jahr 1930 verzichtete Tobey auf eine erneute Kandidatur. Daher musste er am 1. Januar 1931 aus seinem Amt ausscheiden.

## Tobey im Kongress
Nach dem Ende seiner Gouverneurszeit widmete sich Tobey zunächst seinen privaten und geschäftlichen Angelegenheiten. Zwischen dem 4. März 1933 und dem 3. Januar 1939 war er Abgeordneter im US-Repräsentantenhaus in Washington. Im Jahr 1938 wurde er als Class-3-Senator in den US-Senat gewählt. Dort trat er die Nachfolge von Fred H. Brown an, der auch einer seiner Vorgänger als Gouverneur gewesen war. Zwischen dem 3. Januar 1939 und seinem Tod am 24. Juli 1953 blieb Tobey Senator. Er war Vorsitzender des Bank- und Währungsausschusses sowie Mitglied des Binnen- und Außenhandelsausschusses. Tobey war Berater der amerikanischen Regierung auf einer UNESCO-Konferenz, die 1952 in Paris stattfand, und er war im Jahr 1944 Mitglied der amerikanischen Delegation auf der Internationalen Währungskonferenz in Bretton Woods. Nach seinem Tod fiel sein Sitz im Senat an Robert W. Upton. Charles Tobey war dreimal verheiratet und hatte insgesamt vier Kinder.